# Slow Train Soul
Slow Train Soul – duńsko-brytyjski duet założony w 2002 roku przez Lady Z i Mortena Varano. Muzykę Soul Train Soul określa się jako muzykę klubową, która łączy w sobie wiele gatunków m.in. acid-jazz, chillout, downtempo, lounge, a także soul i pop.

## Dyskografia
- Illegal Cargo (Europa, Azja, Stany Zjednoczone – 2003; Polska – 2006)
- Santimanitay